# Nyssicostylus overali
Nyssicostylus overali är en skalbaggsart som beskrevs av Maria Helena M. Galileo och Martins 1990. Nyssicostylus overali ingår i släktet Nyssicostylus och familjen långhorningar. Inga underarter finns listade i Catalogue of Life.